# Apathya cappadocica
Apathya cappadocica là một loài thằn lằn trong họ Lacertidae. Loài này được Werner mô tả khoa học đầu tiên năm 1902.

## Hình ảnh

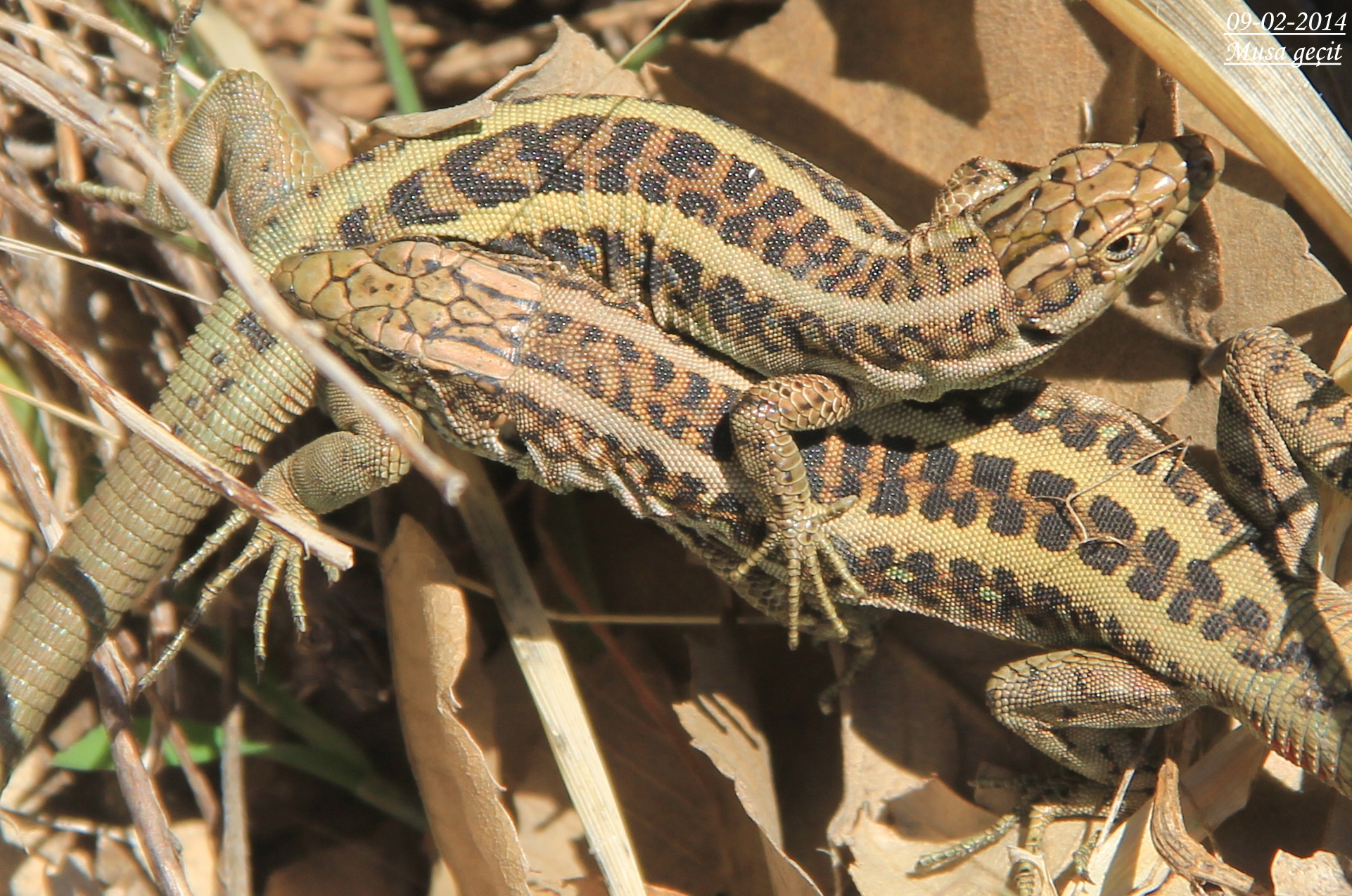